# ミズキ科

Cornus sanguinea

ミズキ科（みずきか、Cornaceae）は、被子植物の科の1つで、ミズキ、ハナミズキなどを含む。

## 特徴
高木、低木、また一部は多年草。
子房下位でがくは子房に合生、花弁は3–5枚。ハナミズキなどでは頭状花序が総苞で囲まれ1つの花のように見える。
主に北半球の温帯、若干が熱帯や南半球に分布する。

## 属一覧
APG III (2009) での範囲を記す。
- ミズキ亜科 Cornoideae
  - ウリノキ属 Alangium - ウリノキ
  - ミズキ属（サンシュユ属）Cornus s.l. - 4亜属をそれぞれ独立した属として扱うこともある。
    - ヤマボウシ属 Benthamidia - ハナミズキ、ヤマボウシ
    - ゴゼンタチバナ属 Chamaepericlymenum - ゴゼンタチバナ
    - サンシュユ属 Cornus s.s. - サンシュユ
    - ミズキ属 Swida - ミズキ
- ヌマミズキ亜科 Nyssoideae
  - カンレンボク属 Camptotheca - カンレンボク
  - ハンカチノキ属 Davidia - ハンカチノキ
  - Diplopanax
  - Mastixia
  - ヌマミズキ属 Nyssa - ヌマミズキ

APG II (2003) では、ヌマミズキ科 Nyssaceae が任意のシノニム（含めなくてもよい）とされていたが、APG III (2009) で完全に含められた。

## 含めることがあった属
クロンキスト体系 (1981) で含められていた属の、APG III での科は以下のとおり:
- アオキ属 Aucuba → ガリア科 Garryaceae
- Corokia → Escalloniaceae
- Curtisia → Curtisiaceae
- Griselinia → Griseliniaceae
- ハナイカダ属 Helwingia → ハナイカダ科 Helwingiaceae
- トリケリア属 Torircellia → トリケリア科 Torricelliaceae

その他に、含めることのあった属は:
- カリフォラ属 Kaliphora → モンチニア科 Montiniaceae